# Brietlingen
Brietlingen ist eine Gemeinde im Landkreis Lüneburg in Niedersachsen.

## Geografie

### Geografische Lage
Brietlingen liegt westlich des Naturparks Wendland.Elbe und ca. 10 km nordöstlich vom Lüneburger Stadtkern entfernt. Die Gemeinde gehört der Samtgemeinde Scharnebeck an, die ihren Verwaltungssitz in der Gemeinde Scharnebeck hat.

### Gemeindegliederung
Die Ortsteile der Gemeinde sind:
- Brietlingen
- Lüdershausen
- Moorburg

## Geschichte

### Ersterwähnung
Die Gemeinde wurde 1004 erstmals urkundlich erwähnt. Das Dorf lag an einer uralten Handels- und Heerstraße. Später war dies die sogenannte Alte Salzstraße, die von Lüneburg aus über Brietlingen zum Elbübergang bei Artlenburg und von dort weiter zur Ostsee verlief.

### Eingemeindungen
Am 1. März 1974 wurde die Nachbargemeinde Lüdershausen eingegliedert.

### Religionen
Evangelisch-lutherisch: Brietlingen ist Teil der Kirchengemeinde St. Dionys, einem Ortsteil von Barum. Seit dem Mittelalter bestand in Brietlingen innerhalb der Kirchengemeinde eine eigene Kapellengemeinde mit einer Kapelle im Ortskern (heutiger Platz des Ehrenmales). Die Kapelle wurde bereits 1863 wegen Baufälligkeit abgebrochen und nicht wieder aufgebaut. Der sie umgebende Friedhof wurde später, nach Anlage eines neuen Friedhofes am Kirchwege, geschlossen. Die Kapellengemeinde bestand noch bis 2023 und wurden in diesem Jahr aufgelöst.

Römisch-Katholisch: Katholische Christ-König-Kirche Adendorf

## Politik
Die Gemeinde Brietlingen gehört zum Landtagswahlkreis 48 Elbe und zum Bundestagswahlkreis 38 Lüchow-Dannenberg – Lüneburg.

### Gemeinderat
Der Gemeinderat aus Brietlingen setzt sich aus 15 Ratsfrauen und Ratsherren zusammen. Die Ratsmitglieder werden durch eine Kommunalwahl für jeweils fünf Jahre gewählt.
Bei der Kommunalwahl 2021 ergab sich folgende Sitzverteilung:
| Gemeinderat 2021Insgesamt 15 Sitze - SPD: 6 - Grüne: 4 - CDU: 5 |

Vorherige Sitzverteilungen:
| Wahljahr | SPD | CDU | Grüne | Gesamt   |
| 2016     | 7   | 6   | 1     | 14 Sitze |

### Bürgermeister
Der ehrenamtliche Bürgermeister Helmut Kowalik wurde am 29. November 2016 gewählt.

### Partnerschaften
Seit dem 26. August 2017 besteht eine kommunale Partnerschaft mit der Landgemeinde  Wągrowiec in Polen.

## Wirtschaft und Infrastruktur

### Verkehr
Brietlingen liegt an der Bundesstraße 209 zwischen Lüneburg und Lauenburg. Von der Kreuzung in der Ortsmitte führt die Kreisstraße 1 nach Westen, die Kreisstraße 29 nach Osten. In der Gemeinde bestehen sieben Haltestellen der Buslinie 5900 der Kraftverkehr GmbH (KVG). Die nächstgelegenen Bahnhöfe befinden sich in Bardowick (8 km), Lüneburg (10 km) und Echem (10 km).

### Bildung
In Brietlingen besteht eine zweizügige Grundschule. Die Gemeinde unterhält zwei Kindergärten, den Kindergarten 'Storchenland' im alten Ortskern sowie den Kindergarten Moorburg im gleichnamigen Ortsteil, dem auch eine Kinderkrippe angegliedert ist.